# Liss Granqvist
Liss Mårten Granqvist, född 1 maj 1912 i Göteborg, död 5 september 1987, var en svensk jurist.
Liss Granqvist blev juris kandidat vid Stockholms högskola 1937 och antogs, efter tingstjänstgöring 1937–1940, som fiskal i Svea hovrätt 1941 samt blev assessor 1948. Han blev tingsdomare i Ångermanlands östra domsaga 1948, var sakkunnig vid rättsavdelningen i Socialdepartementet 1949–1957, utnämndes till hovrättsråd i Svea hovrätt 1957, blev byråchef för lagärenden i Socialdepartementet samma år och var chef för rättsavdelningen där 1958–1960. Han var regeringsråd 1960–1961 och president i Försäkringsdomstolen 1961–1979.
Granqvist var ordförande i flera utredningar rörande pensionsförsäkringen, sjukpenning och hyresregleringen. Han var under en period vice ordförande för Pensionsregistreringsinstitutet samt ordförande för Stiftelsen Solstickan.